# Olha Korobka
Olha Korobka, ukr. Ольга Василівна Коробка (ur. 7 grudnia 1985 w Bobrowicy) – ukraińska sztangistka, trzykrotna brązowa medalistka mistrzostw świata.
Trzykrotna mistrzyni Europy w kategorii powyżej 75 kilogramów (w latach 2006–2008).

## Wyniki
| Rok  | Zawody               | Miasto             | Miejsce | Kategoria     | Wynik    |
| ---- | -------------------- | ------------------ | ------- | ------------- | -------- |
| 2003 | Mistrzostwa Europy   | Lutraki            | 4       | powyżej 75 kg | 260 kg   |
| 2003 | Mistrzostwa świata   | Vancouver          | 3       | powyżej 75 kg | 277,5 kg |
| 2004 | Igrzyska olimpijskie | Ateny              | 7       | powyżej 75 kg | 280 kg   |
| 2005 | Mistrzostwa świata   | Doha               | 4       | powyżej 75 kg | 287 kg   |
| 2006 | Mistrzostwa Europy   | Władysławowo       | 1       | powyżej 75 kg | 290 kg   |
| 2006 | Mistrzostwa świata   | Santo Domingo      | 3       | powyżej 75 kg | 284 kg   |
| 2007 | Mistrzostwa Europy   | Strasburg          | 1       | powyżej 75 kg | 293 kg   |
| 2007 | Mistrzostwa świata   | Chiang Mai         | 3       | powyżej 75 kg | 281 kg   |
| 2008 | Mistrzostwa Europy   | Lignano Sabbiadoro | 1       | powyżej 75 kg | 277 kg   |
| 2010 | Mistrzostwa Europy   | Mińsk              | 2       | powyżej 75 kg | 273 kg   |
| 2011 | Mistrzostwa świata   | Paryż              | DSQ     | powyżej 75 kg | 284 kg   |